# Black Celebration
Black Celebration è il quinto album in studio del gruppo musicale britannico Depeche Mode, pubblicato il 17 marzo 1986 dalla Mute Records.
Annoverato tra gli album più influenti degli anni ottanta, il disco è stato inserito al quindicesimo posto nella classifica dei 25 migliori album di tutti i tempi secondo Spin stilata nel 1989.

## Descrizione
Ultimo capitolo della trilogia berlinese dopo Construction Time Again e Some Great Reward, l'album segna l'inizio di una fase più cupa della carriera del gruppo, grazie alle spiccate tonalità dark dovute all'evoluzione delle sonorità proposte da Alan Wilder.
Per promuovere l'album, il gruppo intraprese il Black Celebration Tour, partito il 29 marzo 1986 dall'Apollo Theatre di Oxford, e conclusosi il 16 agosto dello stesso anno al Valby Idrætspark di Copenaghen.

## Tracce
Testi e musiche di Martin L. Gore, eccetto dove indicato.
1. Black Celebration – 4:55
2. Fly on the Windscreen - Final – 5:18
3. A Question of Lust – 4:20
4. Sometimes – 1:53
5. It Doesn't Matter Two – 2:50
6. A Question of Time – 4:10
7. Stripped – 4:16
8. Here Is the House – 4:15
9. World Full of Nothing – 2:50
10. Dressed in Black – 2:32
11. New Dress – 3:42

Traccia bonus nelle edizioni canadese e statunitense
1. But Not Tonight – 4:15

Tracce bonus nell'edizione CD europea
1. Breathing in Fumes – 6:07
2. But Not Tonight (Extended Remix) – 5:13
3. Black Day – 2:36 (Martin L. Gore, Alan Wilder, Daniel Miller)

DVD bonus nella riedizione del 2007
- A Short Film

1. Depeche Mode 85-86 (The Songs Aren't Good Enough, There Aren't Any Singles and It'll Never Get Played on the Radio) – 57:40

- Black Celebration in 5.1 and Stereo

1. Black Celebration – 4:55
2. Fly on the Windscreen - Final – 5:18
3. A Question of Lust – 4:20
4. Sometimes – 1:53
5. It Doesn't Matter Two – 2:50
6. A Question of Time – 4:10
7. Stripped – 4:16
8. Here Is the House – 4:15
9. World Full of Nothing – 2:50
10. Dressed in Black – 2:32
11. New Dress – 3:42

- Live in Birmingham, April 1986

1. Black Celebration – 6:11
2. A Question of Time – 4:37
3. Stripped – 6:34

- Additional Tracks

1. Shake the Disease – 4:52
2. Flexible – 3:14
3. It's Called a Heart – 3:51
4. Fly on the Windscreen – 5:07
5. But Not Tonight – 4:19
6. Breathing in Fumes – 6:08
7. Black Day – 2:39 (Martin L. Gore, Alan Wilder, Daniel Miller)
8. Christmas Island – 3:50 (Martin L. Gore, Alan Wilder)

## Formazione
Hanno partecipato alle registrazioni, secondo le note di copertina:
Gruppo
- Alan Wilder – strumentazione, voce
- Andrew Fletcher – strumentazione, voce
- David Gahan – strumentazione, voce principale
- Martin Gore – strumentazione, voce, voce principale (tracce 3-5, 9)

Produzione
- Depeche Mode – produzione
- Gareth Jones – produzione
- Daniel Miller – produzione
- Richard Sullivan – ingegneria del suono (Westside)
- Peter Schmidt – ingegneria del suono (Hansa)
- Tim Young – mastering
- M. Atkins – illustrazione
- D. A. Jones – illustrazione
- M. Higenbottam – illustrazione
- Brian Griffin – fotografia copertina
- Stuart Graham – assistenza alla fotografia
- Dave Allen – registrazione (traccia 2)
- Phil Tennant – assistenza alla registrazione (traccia 2)

## Classifiche
| Classifica (1986) | Posizione massima |
| ----------------- | ----------------- |
| Australia         | 69                |
| Austria           | 26                |
| Canada            | 47                |
| Finlandia         | 17                |
| Francia           | 11                |
| Germania          | 2                 |
| Italia            | 9                 |
| Nuova Zelanda     | 34                |
| Paesi Bassi       | 35                |
| Regno Unito       | 4                 |
| Stati Uniti       | 90                |
| Svezia            | 5                 |
| Svizzera          | 1                 |